# Javier Ruiz de Larrinaga
Ruiz de Larrinaga  Ibáñez est un nom espagnol. Le premier nom de famille, en général paternel, est Ruiz de Larrinaga ; le second, en général maternel, souvent omis, est Ibáñez.
Javier Ruiz de Larrinaga Ibáñez, plus connu sous le nom de Javier Ruiz de Larrinaga, né le 2 novembre 1979 à Ametzaga, est un coureur cycliste espagnol, spécialiste du cyclo-cross. Coureur professionnel au sein de l'équipe continentale Kaiku entre 2005 et 2006, il compte plusieurs titres de champion d'Espagne de cyclo-cross à son palmarès.

## Biographie
En 2021, il devient directeur sportif dans l'équipe Lizarte. 

## Palmarès en cyclo-cross
- 2007-2008
  - Cyclo-cross de Karrantza, Karrantza
- 2008-2009
  -  Champion d'Espagne de cyclo-cross
  - Cyclo-cross de Karrantza, Karrantza
- 2009-2010
  -  Champion d'Espagne de cyclo-cross
  - VII Ciclocross de Medina de Pomar, Medina de Pomar
- 2010-2011
  -  Champion d'Espagne de cyclo-cross
  - Trofeo Ciudad de Valladolid Internacional, Valladolid
- 2012-2013
  - 3e du championnat d'Espagne de cyclo-cross
- 2013-2014
  -  Champion d'Espagne de cyclo-cross
- 2015-2016
  -  Champion d'Espagne de cyclo-cross
- 2016-2017
  - Cyclo-cross de Karrantza, Karrantza
  - 3e du championnat d'Espagne de cyclo-cross
- 2017-2018
  - Trofeo San Andres de Ciclo-cross, Ametzaga de Zuia
- 2018-2019
  - Ziklo Kross Igorre, Igorre
  - 3e du championnat d'Espagne de cyclo-cross

## Palmarès sur route
- 2001
  - 3e de l'Oñati Saria
- 2002
  - Classement général du Tour d'Alava[2]
  - 4e étape du Tour de Navarre
- 2003
  - 2e du Xanisteban Saria
  - 3e du Tour de Cantabrie
- 2004
  - 2e de la Semaine aragonaise
  - 2e du Premio Nuestra Señora de Oro
  - 3e de la Leintz Bailarari Itzulia
- 2012
  - 2e du Gran Premio San Antonio
- 2014
  - 2e du San Juan Sari Nagusia
- 2017
  - 2e du Circuit d'Escalante

## Classements mondiaux
| Année           | 2006   |
| --------------- | ------ |
| UCI Europe Tour | 1 093e |